# All Seasons
All Seasons è il sesto album della flautista Berdien Stenberg.

## Tracce
1. Summer (from 'The Four Seasons' by Vivaldi) - 3:12
2. Autumn (from 'The Four Seasons' by Vivaldi) - 2:42
3. Lascia Ch'Io Pianga - 3:55
4. Veloce - 3:32
5. Firedance Extacy - 5:07
6. Ballade No.1 Op.23 - 3:10
7. Finale - 3:30
8. Stabat Mater Dolorosa - 3:52
9. Winter (from 'The Four Seasons' by Vivaldi) - 3:37
10. Spring (from 'The Four Seasons' by Vivaldi) - 3:19
11. Souvenir D'Un Amour D'Été - 3:16